# Münnerstadt
Münnerstadt é uma cidade do distrito de Bad Kissingen, parte da região da Baixa Francónia, no estado da Baviera, na Alemanha.